# Bury F.C.
Bury F.C. er en engelsk fodboldklub fra Bury i Greater Manchester, der spiller i North West Counties Football League. Klubben var i starten af 1900-tallet en storklub i engelsk fodbold og vandt FA Cuppen to gange i 1900 og 1903. Den bedste ligaplacering er dog en 4. plads fra 1926. Klubben rykkede ud i 1929 og har ikke siden været i den bedste række. I de senere år var klubben kort (1997-1999) i den næstbedste række.
Bl.a. Sammy McIlroy og Peter Reid har spillet for klubben.

## Spillere
Oversigten er opdateret til og med 1. juli 2019
| Nr. | Land       | Position | Spiller                    |
| --- | ---------- | -------- | -------------------------- |
| 1   | Irland     | MM       | Joe Murphy                 |
| 2   | England    | FO       | Tom Miller                 |
| 3   | England    | FO       | Chris Stokes               |
| 4   | Wales      | FO       | Will Aimson                |
| 5   | Nordirland | FO       | Adam Thompson (3. anfører) |
| 6   | Irland     | FO       | Eoghan O'Connell           |
| 8   | Irland     | MI       | Stephen Dawson             |
| 9   | Jamaica    | AN       | Jermaine Beckford          |
| 14  | England    | FO       | Phil Edwards               |
| 15  | England    | MI       | Byron Moore                |
| 16  | England    | FO       | Ryan Cooney                |
| 17  | England    | AN       | Jordan Archer              |
| 18  | England    | AN       | Dom Telford                |

| Nr. | Land     | Position | Spiller              |
| --- | -------- | -------- | -------------------- |
| 20  | Wales    | MI       | Joe Adams            |
| 21  | Skotland | FO       | Callum McFadzean     |
| 23  | England  | FO       | Joe Skarz            |
| 27  | Schweiz  | AN       | Gold Omotayo         |
| 28  | England  | FO       | Saul Shotton         |
| 29  | England  | MI       | Callum Hulme         |
| 31  | Guyana   | MI       | Neil Danns (anfører) |
| 33  | England  | AN       | Harry Bunn           |
| 36  | England  | AN       | Nicky Maynard        |
| 37  | England  | FO       | Dougie Nyaupembe     |
| 42  | England  | MI       | Femi Seriki          |
| 43  | England  | MM       | Scott Moloney        |